# Michał Sobków
Michał Sobków (ur. 3 listopada 1927 w Koropcu, zm. 8 stycznia 2014 we Wrocławiu) – polski lekarz specjalista w zakresie medycyny przemysłowej, pisarz i pamiętnikarz.
Szkołę podstawową ukończył w Koropcu. Resztę edukacji uzupełniał po wysiedleniu w 1945 do Muchoboru Wielkiego (obecnie jest to część Wrocławia). Ukończył studia lekarskie we wrocławskiej Akademii Medycznej. Pisarzem został po przejściu na emeryturę. Wydał 12 książek, głównie wspomnień, powieści i zbiorów opowiadań, z których większość dotyczyła dziejów jego rodzinnej miejscowości i Kresów Wschodnich. Pisał także o życiu i działalności pracowników służby zdrowia w powojennym Wrocławiu i na Dolnym Śląsku. Był przy tym wnikliwym obserwatorem, nie stroniących od krytycznych ocen socjalistycznej rzeczywistości. Szczególną popularność zyskała jego książka „Ospa we Wrocławiu”. Była to jedna z nielicznych książek napisanych przez lekarzy, którzy uczestniczyli w zwalczaniu epidemii ospy w 1963 roku.
Kilka z jego publikacji zostało wyróżnionych nagrodami, m.in. nagrodą im. Stefana Ludwika Kuczyńskiego za działalność kulturotwórczą w środowisku lekarskim. Z kolei jego pierwsza książka „Koropiec nad Dniestrem”, opatrzona wstępem prof. Waldemara Łazugi, otrzymała drugą nagrodę w konkursie ogłoszonym przez „Ośrodek Karta” i Instytut Zachodni w Poznaniu na pamiętnik związany z Kresami. Fragmenty książki z pochlebnymi recenzjami opublikowała „Karta” (1995, nr 14 i 16) oraz „Rocznik Lwowski” (1998). Jej fragmenty ukazały się również w pismach niemieckich i rosyjskich.

## Twórczość literacka
- „Koropiec nad Dniestrem” (1999)
- „Ze wspomnień wrocławskiego lekarza (1999)
- „Ospa we Wrocławiu” (2000)
- „Samo życie” (2000)
- „Podróż w nieznane” (2001)
- „Saniami do nieba” (2001)
- „Dwa lata w raju” (2006) – powieść inspirowana pamiętnikiem dr. Józefa Czyniewskiego z Koropca i jego żony, zesłanych w głąb ZSRR.
- „Historio, historio...” (2007)
- „Życiowy dyżur” (2010)
- „Igraszki medyczne w PRL”